# アンドレイ・ステニン記念フォトジャーナリズム国際コンクール
アンドレイ・ステニン記念フォトジャーナリズム国際コンクールは、毎年、18歳以上33歳以下の若手のフォトジャーナリストのために開催されている。このコンクールはユネスコ・ロシアコミッション の後援のもと、国際情報通信社ロシア・セヴォードニャによって創設された。 コンクールは、ウクライナ南東部で職務中に命を落としたロシア・セヴォードニャの特別フォトジャーナリスト、アンドレイ・ステニンの名を冠している。
コンクールの目的は若い写真家の育成と、現代のフォトジャーナリズムの課題に社会の注目を向けさせることにある。これは若い写真家を支援し、その名を世界に知らしめることのできる、ロシアで唯一の場である。
2017年の第3回コンクールには五千点もの作品が過去最高となる76カ国から寄せられた。優秀作品の巡回展は、すでにこのコンクールの欠かすことのできない一部となっている。
2015年および2016年には、ステニン・コンクールの優秀作品が、ケープタウン、イスタンブール、テルアビブ、カイロ、ベルリン、上海、ブダペスト、ローマといった様々な都市で展示された。ステニン・コンクールは、各国の来場者に新星の写真家の名を紹介するだけでなく、フォトジャーナリストが新しい聴衆を得て、彼らからリアクションをもらえる可能性を広げる場でもある。コンクールの行方は注目されており、展覧会の開催が今か今かと待たれている。2017年の巡回展ではアテネ、マドリード、イスタンブール、上海、ワルシャワ、メキシコ、ヨハネスブルグ、ケープタウン、ベイルート、ブダペストで展示が行われた。
参加申し込みは毎年、アンドレイ・ステニンの誕生日である12月22日にスタートする。

## 参加要件とノミネート基準について
参加資格があるのは18歳以上33歳以下のフォトジャーナリスト。すべてのノミネート部門で、単品作品の1位から3位までと、シリーズ作品の1位から3位までが選出される。それ以外にも、特に優れた作品は審査員によって選ばれる。それらの中からグランプリが一人選ばれる。グランプリは公式表彰式の中で発表される。2018年度は下記の部門で募集がある: 

### 主要ニュース
この部門の主要テーマとなるのは生活の中の重要な出来事だ。政治的、社会的な出来事、戦災、多くの人の人生を一瞬で変えてしまうような自然災害など。

### スポーツ
スポーツの中の一瞬をとらえた写真。スポーツマンの勝利のジャンプ、スポーツの歓喜の中のドラマチックな一瞬、日々のトレーニングの一コマ、スポーツ競技の美しさなど。

### 私の惑星
この分野に応募する人は、人々の日常の中にある万華鏡のような一瞬を切り取り、永遠のハーモニーと美しさを見せてほしい。大都市のリズムと田舎の村、自然の美しさ、民族・宗教的な祝祭など。

### ポートレート、我々の時代のヒーロー
この部門は、個人またはグループのポートレートを受け付ける。写真はドキュメンタリー調でも良いし、そうでない通常の肖像写真でもいい。この部門の優劣を決めるのは、撮影者によって、撮影対象者の内面世界、精神の価値が、独自性のある外観と全体の様子を通してどの程度あらわにされるかということだ。

## 審査員
コンクールの審査員は、それぞれに独自の世界観を持つ世界的に著名なフォトグラファーが務めている。

### 2015年の審査員
- アンドレイ・ポリカノフ、雑誌「ルースキー・レポルチョール」写真部ディレクター
- グリゴーリー・ドュコール、ロイター通信・ロシア及び諸国の写真部長
- ナタリア・ウダルツェワ、ロシアのジャーナリスト、写真編集者、ロシア写真芸術連盟の会員
- ウラジーミル・ヴァトキン、ロシアの写真家、「ワールド・プレス・フォト」で6回入賞し、3回審査員を務めた
- アティラ・ドゥラク、トルコの写真家、フェスティバル「フォトイスタンブール」共同創設者兼コーディネーター
- ティモシー・ファデック、アメリカのフォトジャーナリスト
- ジェイソン・エスカナジ、アメリカの写真家

### 2016年の審査員
- ルト・アイホルン、雑誌GEOの写真編集者（ドイツ）
- デニス・ペクイン、AP通信写真部ディレクター代理（アメリカ）
- ジェン・ウェイ、新華社通信・写真情報部の部長代理（中国）
- ユーリー・コズィロフ、ロシアのフォトジャーナリスト、「ワールド・プレス・フォト」で受賞歴多数
- イリーナ・チミレワ、ロシアの芸術研究家、ロシア芸術アカデミー、芸術の理論と歴史研究所のシニア研究員
- クセニア・ニコリスカヤ、ロシアの写真家、ロシア芸術家連盟の会員（ロシア）
- アリド・メディチ、イタリアの写真家、講座・セミナー講師
- ワレリー・メリニコフ、ロシア・セヴォードニャ通信社の特別写真記者、国際コンクールで受賞歴多数

### 2017年の審査員
- アンドレアス・トランプ、雑誌「シュテルン」フォトディレクター（ドイツ）
- イアン・レンズベルグ、メディアグループ「インディペンデントメディア」写真編集者（南アフリカ）
- アリアンナ・リナルド、国際写真フェスティバル「コルトーナ・オン・ザ・ムーヴ」芸術監督（イタリア）
- ナタリア・グリゴリエワーリトヴィンスカヤ、リュミエル兄弟記念写真センターの創設者（ロシア）
- ウラジーミル・ペースニャ、ロシア・セヴォードニャ通信社写真記者、「ワールド・プレス・フォト」受賞者（ロシア）
- チェン・ツィヴェイ、新聞社「新民イヴニング・ニュース」社長、総合上海メディアグループデジタルメディア代表（中国）
- ワルワーラ・グラドカヤ、写真編集者、ビジュアル芸術学校講師（ロシア）

### 2018年の審査員
- アンナ・ゼクリア、ロシアの独立系フォトエージェンシー「サルト・イメージ」創設者兼ディレクター（ロシア）
- ムラデン・アントノフ、AP通信モスクワ支局特別記者（フランス）
- ホルヘ・アリスガ・アヴィラ、ノティメックス通信社写真部長代理（メキシコ）
- パーヴェル・カッシン、コメルサント紙写真部ディレクター（ロシア）
- アフメット・セル、写真家、アナドル・エージェンシーの写真映像ニュース部部長（トルコ）

## 入賞者
2015年のグランプリに輝いたのは、刑務所の女性たちをとらえたエレーナ・アノソワ（ロシア）の作品シリーズ「閉ざされた空間」。
2016年のグランプリに選ばれたのは麻痺した女性、レティシアのシリーズ写真「レティシア、見えない生活」を撮影したイタリアの写真家、ダニーロ・ガルシア・ディ・メオ（イタリア）だ。 
2017年のグランプリには、アレハンドロ・マルチネス・ヴェレス（スペイン）のシリーズ作品「ベオグラードへの難民」が選ばれた。

## 興味深い事実
2015年のグランプリに選ばれたエレーナ・アノソワは、世界で最も著名なフォトジャーナリズムコンクール「ワールドプレスフォト」2017で入賞した。  
スポーツ部門で2015年から2017年まで金賞に輝いたアレクセイ・フィリッポフは、ニュースとスポーツ写真の国際コンクール「イスタンブールフォトアワード」でも賞を手にした。
2016年のグランプリに選ばれたのは麻痺した女性、レティシアのシリーズ写真を撮影したイタリアの写真家、ダニーロ・ガルシア・ディ・メオだ。
その写真のストーリーは審査員たちをうならせ、結果、被写体となった女性は初めて海外旅行をし、ロシアに来た。彼女はロシアで自分の体験を話し、彼女と同じような立場に置かれている多くの人々にインスピレーションを与えた。 
2016年のスポーツ部門で入賞したウラジーミル・アスタプコヴィッチは、国際コンクール「インターナショナル・フォトグラフィー・アワード」で一位を獲得した。